# Papa Estêvão IV
O Papa Estêvão IV nasceu em Roma, numa família aristocrática.  Consagrado o 97º Papa em 22 de Junho de 816, procurou evitar lutas internas, ordenando aos romanos que jurassem fidelidade ao imperador carolíngio Ludovico Pio. Logo, em Reims, consagrou-o imperador do Sacro Império Romano. No entanto, mostrou-lhe que não aceitava a sua interferência na esfera espiritual. A sua morte foi repentina, em 24 de Janeiro de 817.